# كمال الدين حسن علي
الفريق أول / كمال الدين حسن علي (18 سبتمبر 1921 - 27 مارس 1993) قائد عسكري وسياسي مصري، كان قائداً لسلاح المدرعات خلال حرب أكتوبر، وشغل عدة مناصب أبرزها رئيساً للمخابرات العامة، ثم وزيراً للدفاع والإنتاج الحربي فنائباً لرئيس مجلس الوزراء ووزيراً للخارجية حتى عُيّن رئيساً لمجلس الوزراء.:247:7

## حياته

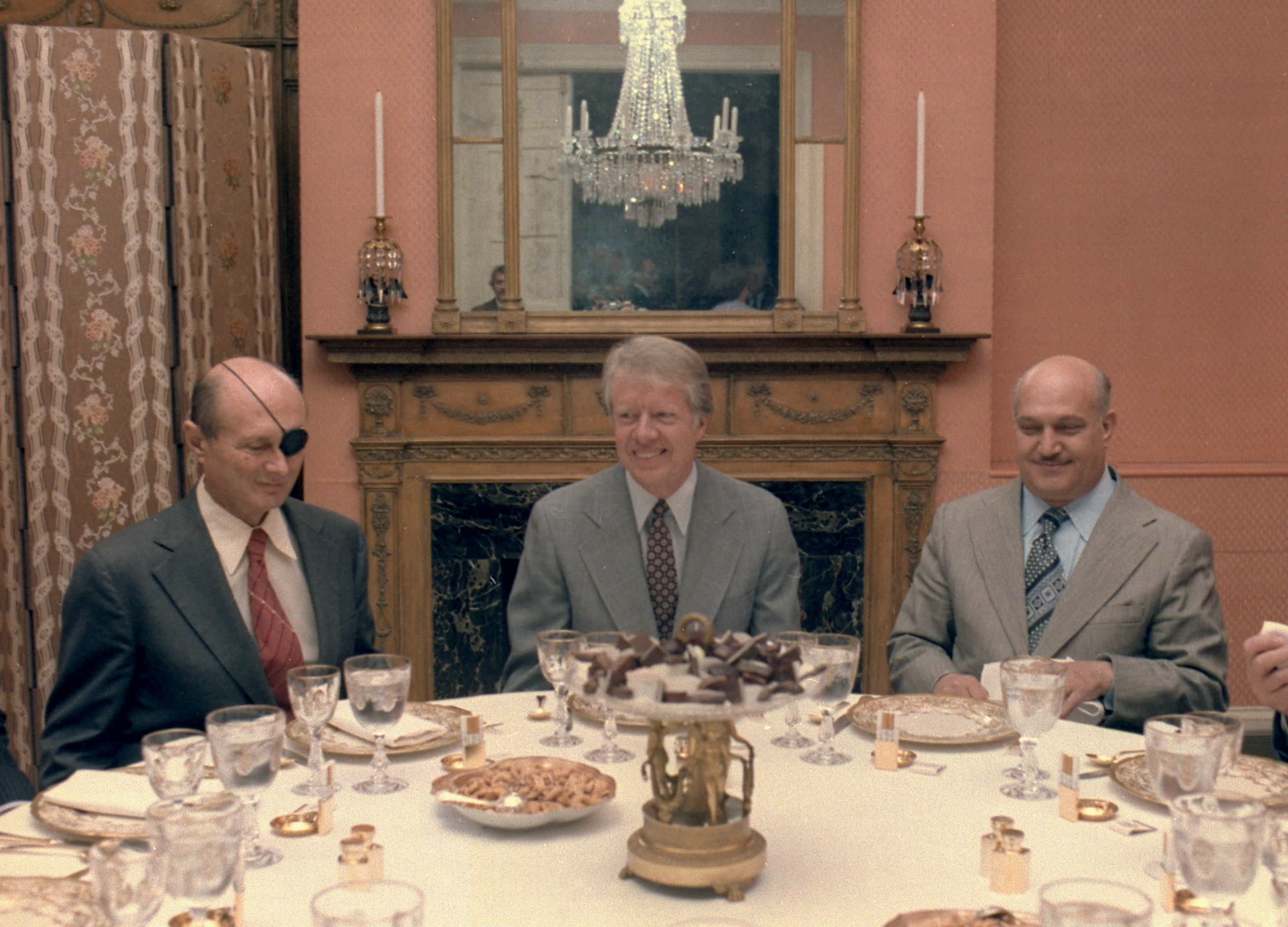
جيمي كارتر يستضيف مأدبة غداء في بلير هاوس للمفاوضين الإسرائيلي موشيه ديان والمصري حسن علي.

ولد في حي عابدين، وكان أبوه من عائلة عريقة في أسيوط. كان قائد عمليات القوات المسلحة المصرية في حرب اليمن.
تولى منصب مدير سلاح المدرعات ثم قائدا عاما للقوات المسلحة عام 1973م وكان قائدا للفرقة 21 العسكرية المسئولة عن إمداد الجيش المصري بالدبابات خلال حرب 1973 فرئيسا لجهاز المخابرات العامة المصرية عام 1975م فوزيرا للدفاع عام 1978م وتولى رئاسة مجلس الوزراء كما تولى منصب وزير الخارجية، وأثناء عمله الأخير تولى مسؤولية المفاوضات العسكرية مع إسرائيل بعد اتفاقية كامب ديفيد وأكمل جانبها السياسي.
اشترك في حروب مصر ضد إسرائيل من 1948م وحتى 1973م. قام بتدوين مذكراته في كتاب باسم (مشاوير العمر) وركٌز فيه على حرب 1948، ثم مشواره في الخارجية ومشوار المخابرات ومشوار رئاسة الوزراء.

## وفاته
توفي في 25 مارس 1993